# Val Loana
La Val Loana è una valle alpina situata nella Provincia del Verbano-Cusio-Ossola. Essa si dirama dalla Valle Vigezzo nel territorio del comune di Malesco, ha un andamento nord-sud ed è interamente attraversata dal torrente Loana. I monti situati alla testata della valle segnano il confine con il Parco Nazionale della Val Grande.

## Galleria d'immagini

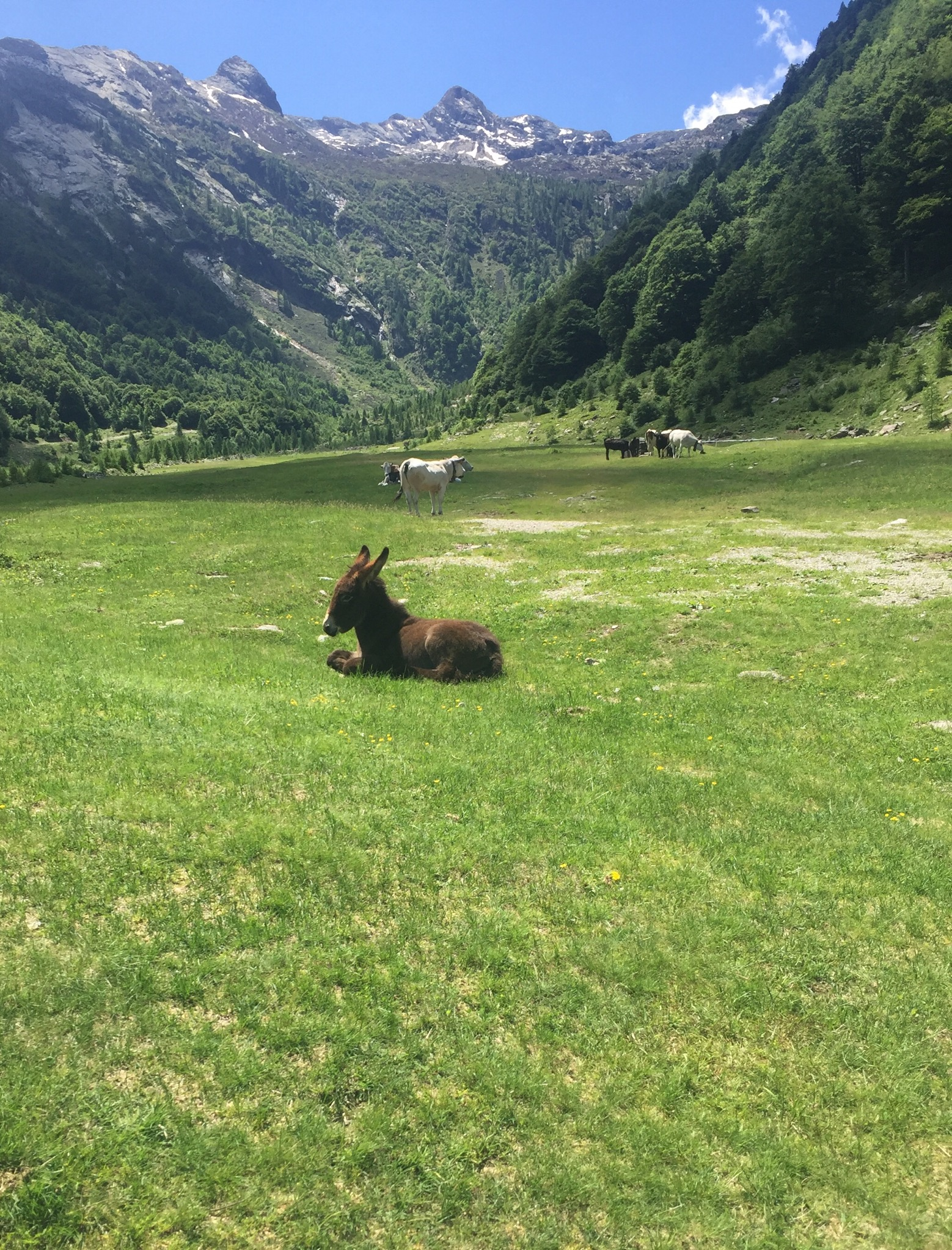
La Val Loana e in fondo la Cima della Laurasca
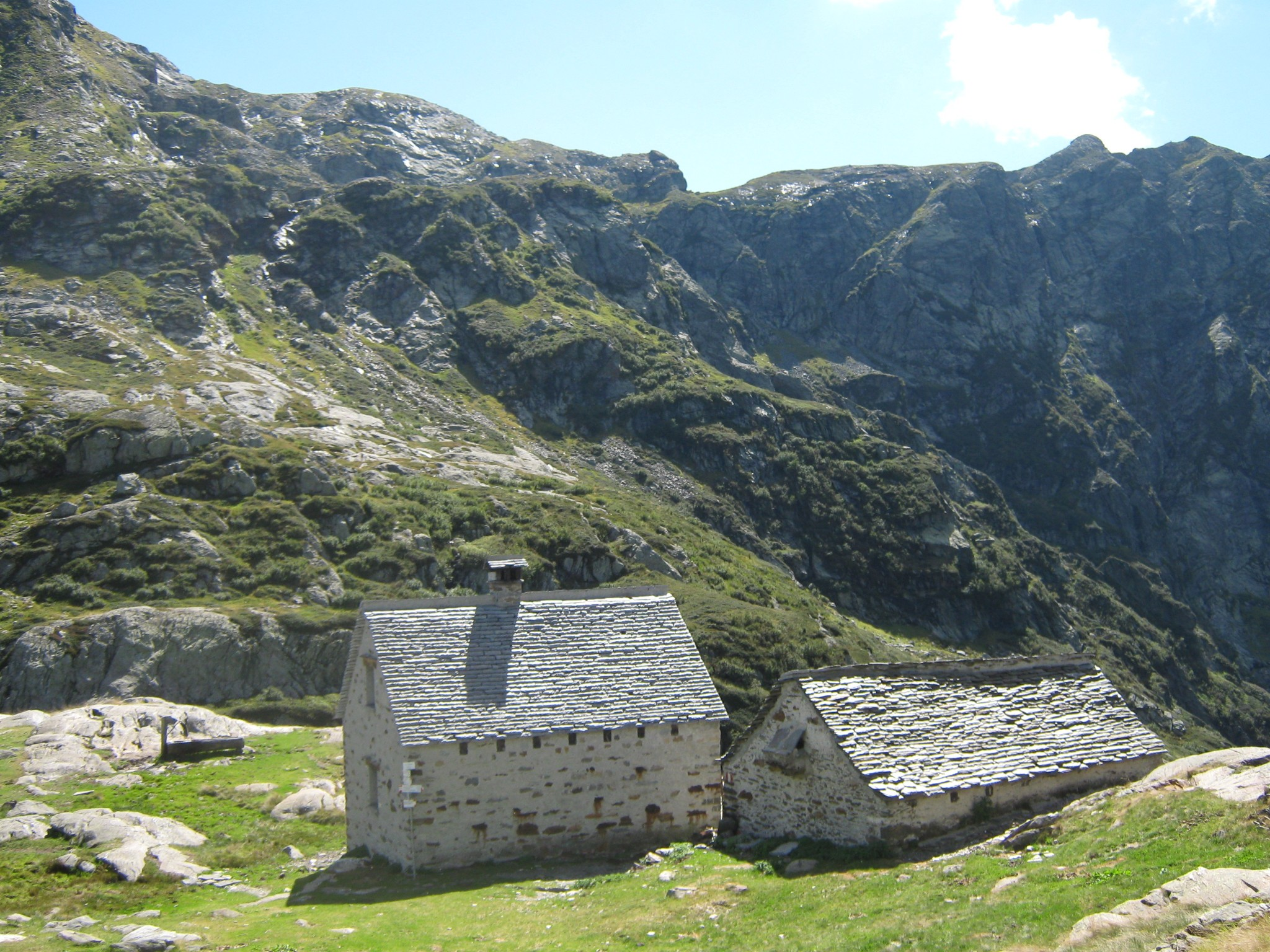
L'Alpe Scaredi in Val Loana
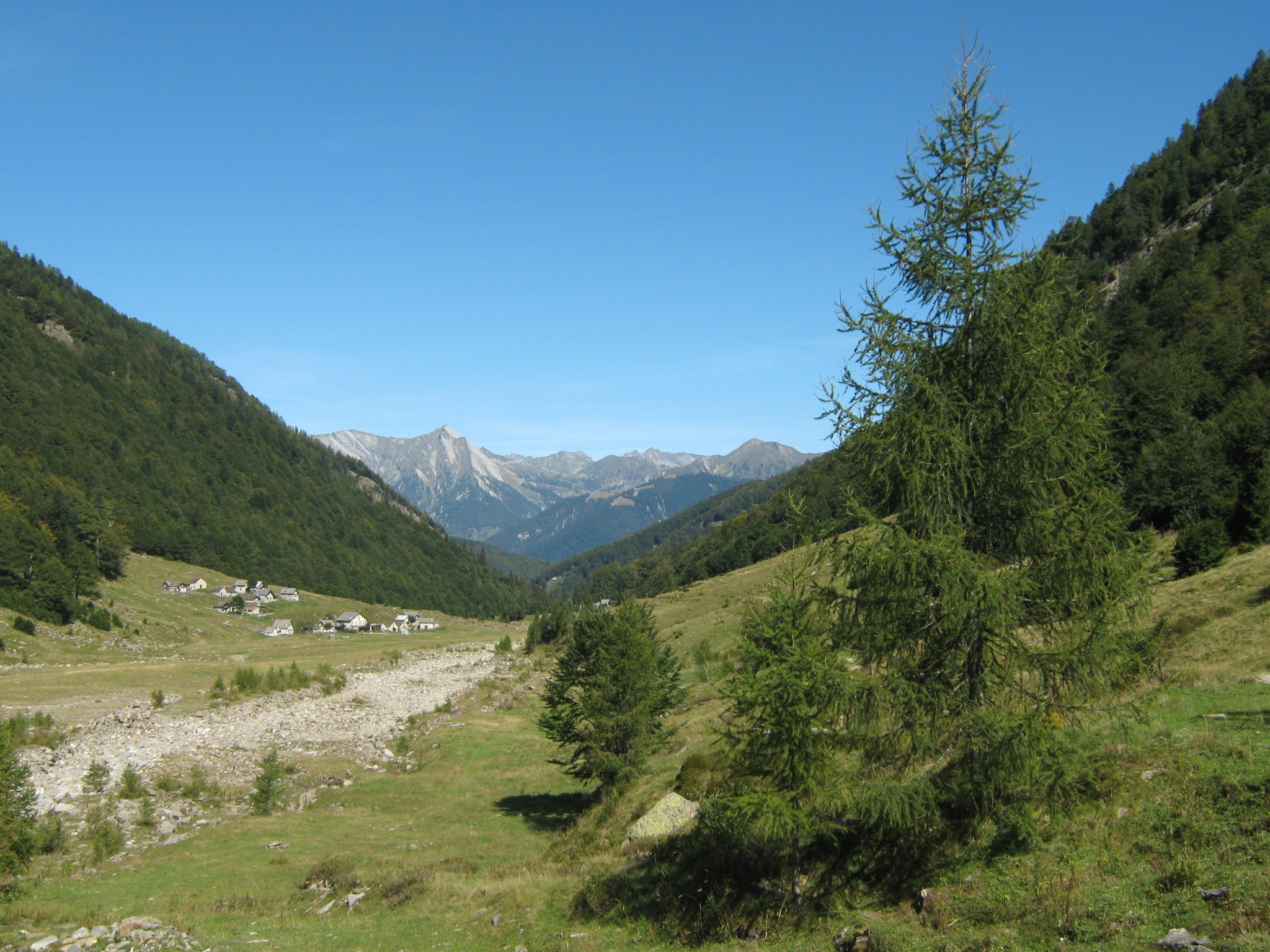
Val Loana veduta verso la Val Vigezzo
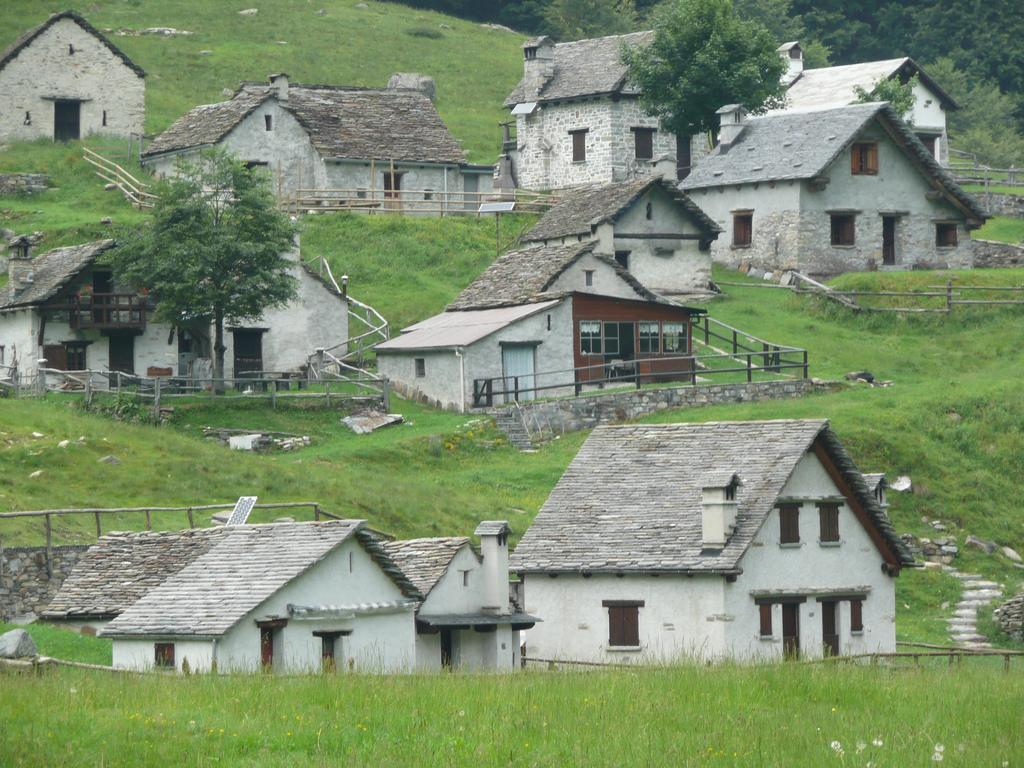
L'alpeggio Alpe Cascine in Val Loana vicino a Fondo di Gabbi